# Final Fantasy (computerspel)
Final Fantasy (ファイナルファンタジー, Fainaru Fantajī) is een role-playing game ontworpen door Hironobu Sakaguchi en werd in 1987 in Japan uitgegeven door Square en in 1990 in Amerika door Nintendo of America. Het is het eerste deel van Squares belangrijkste spelserie Final Fantasy. Het spel werd oorspronkelijk uitgebracht op de Nintendo Entertainment System maar Final Fantasy is verschillende keren heruitgebracht voor verschillende spelcomputers.
Het verhaal begint met de verschijning van vier jongeren; de "Light Warriors", die allemaal een van de 4 elementaire lichtbollen bij zich dragen. Deze lichtbollen zijn verduisterd door de kwaadaardige Elimentair Fiends. Samen vormen zij een zoektocht om zo de kwade krachten te verslaan, het licht op de lichtbollen te herstellen en de wereld te redden.
Het spel kreeg lovende kritieken van de media en wordt beschouwd als een van de meest invloedrijke en succesvolle role-playing games op de Nintendo Entertainment System; het spel speelde een belangrijke rol in het populariseren van het genre. Het spel werd vooral geprezen om zijn graphics, terwijl de kritiek zich richtte op de tijd die ging zitten in het zoeken naar willekeurige gevechtspartners om zo het ervaringsniveau van de speler te verbeteren. Alle versies van deze Final Fantasy versie waren commercieel succesvol met verkoopaantallen van ongeveer 1,99 miljoen exemplaren sinds 31 maart 2003.

## Gameplay
Final Fantasy heeft vier basiselementen op het gebied van gameplay: een kaart van de gehele spelwereld, een stedenkaart, een gevechtsscherm en een menuscherm. De hoofdkaart is een kaart waarop op schaal de fictieve spelwereld staat afgebeeld, die de speler kan gebruiken om de personages een bepaalde route te laten lopen. De simpelste manier waarop de personages zich verplaatsen is te voet, maar later in het spel kan ook met kano's, boten en luchtschepen worden gereisd. Met uitzondering van de eindbazen komt de speler vaak willekeurig gekozen vijanden tegen waartegen kan worden gevochten of waarvan kan worden gevlucht. Spelers kiezen aan het begin van het spel vier personages waarmee gedurende het spel gespeeld wordt.
Het verhaal in het spel wordt steeds uitgebreider naarmate de speler dorpjes en kerkers bezoekt. Sommige dorpsinwoners verschaffen de speler bruikbare informatie en weer anderen bezitten winkels, herbergen of klinieken voor het herstellen van de gezondheid. Kerkers zijn in verschillende varianten aanwezig waaronder bossen, grotten, bergen, moerassen, en gebouwen. Deze kerkers bevatten regelmatig zeldzame voorwerpen die niet te koop zijn in de meeste winkels. In het menuscherm kan worden bepaald met wat voor uitrusting de speler speelt, wat voor magie ze gebruiken en wat de opzet is van de gameplay en de ervaringspunten en levels kunnen er worden bijgehouden. De meest fundamentele eigenschap van een personage is zijn level, dat tussen de één en vijftig kan liggen. Het level van een personage is afhankelijk van hoeveel ervaring deze heeft opgedaan; personages op een hoog level zijn krachtiger dan personages op een laag level. Door een level omhoog te gaan, stijgen bepaalde aspecten van het personages zoals de hit points (HP). HP staat voor de resterende gezondheid van de speler; als zijn HP nul bereikt zal hij sterven. Spelers kunnen ervaringspunten verdienen door gevechten te winnen.

### Gevechten
Gevechten in Final Fantasy worden via een menu gestuurd; de speler kiest een actie uit een lijst van mogelijkheden zoals vechten, magie of een voorwerp gebruiken. Aanvallen gebeurt om de beurt totdat er een van de personages vlucht of wordt verslagen. Als een team wint krijgt het ervaringspunten en goud; als ze vluchten keren ze terug naar de hoofdkaart; en als het team sterft is het spel over. Final Fantasy gebruikte veel concepten voor het gevechtssysteem van populaire role-playing-games, zoals Ultima en Dragon Quest. In Final Fantasy zijn de helden tijdens een gevecht aan de rechterkant van het scherm te zien en de vijanden aan de linkerkant, in plaats van een first-person-perspectief. Als een personage een tegenstander aanvalt die al eerder in de beurt is verslagen, is de aanval "ineffectief". Dit in tegenstelling tot de latere delen van Final Fantasy. Ook kan elke magie-gebruiker zich "opladen" voor een bepaald niveau van magie; spreuken van een bepaald niveau kunnen alleen worden uitgevoerd als de gebruiker zich vaak genoeg heeft opgeladen. Hoe hoger het level van het personage, des te vaker hij zich kan opladen.

### Aanpassing
Elk spelpersonage heeft een "beroep", of character class, met verschillende attributen en vaardigheden die niet kunnen worden verworven. Er zijn zes klasses; "Fighter", "Thief", "Black Belt", "Red Mage", "White Mage", en de "Black Mage". Later in het spel ondergaat elk personage een "verandering van klasse", waardoor hun spelafbeeldingen (ook wel sprites genoemd) volwassener worden en ze de mogelijkheid krijgen wapens en magie te gebruiken die ze voorheen nog niet konden gebruiken. Final Fantasy bevat een verscheidenheid aan wapens, pantsers en voorwerpen die kunnen worden gekocht of ontdekt om zo de Light Warriors krachtiger te maken in gevechten. Elke Light Warrior heeft acht inventarismogelijkheden, waarvan vier voor wapens en vier voor pantsers. Elke klasse kent beperkingen aan wat voor wapens of pantsers zij mag gebruiken. Sommige wapens en pantsers zijn magisch; als deze gebruikt worden in een gevecht, zullen ze soms spreuken met zich meebrengen. Andere magische artefacten bieden bescherming, bijvoorbeeld tegen sommige spreuken. In de winkeltjes kunnen de Light Warriors voorwerpen kopen om zichzelf weer op te peppen terwijl ze reizen. Zo kunnen er bijvoorbeeld "Potions" worden gekocht, die de personages van de speler genezen en eventuele kwalen zoals vergiftiging of verstening laten verdwijnen. Ook voor "Tents" en "Cabins" moet worden betaald en ze worden gebruikt om via de hoofdkaart de personages te genezen en eventueel het spel op te slaan. "Houses" kunnen nadat ze zijn gekocht worden gebruikt om de magie van het gezelschap te herstellen nadat het spel is opgeslagen. Andere speciale voorwerpen worden verkregen tijdens of na een bepaalde queeste.
Magie is een veelvoorkomende vaardigheid in het spel en verschillende klassen beheersen het. Spreuken worden onderverdeeld in twee groepen; "wit" staat voor verdedigend en genezend, en "zwart", staat voor aanvallend en destructief. Magie kan worden gekocht in Witte en Zwarte magie-winkels en kan worden geleerd aan elke klasse die dit toestaat. Spreuken zijn er op een schaal van 1 tot en met 8 waarbij 8 de sterkste spreuk is en 1 de zwakste. Elke magie-groep kent vier spreuken per level (in totaal dus 64 verschillende spreuken), maar er kunnen er maar drie worden gekocht en aangeleerd. De White Mage en Black Mage kunnen alle spreuken van hun kleur leren terwijl voor de andere klassen de krachtigste spreuken te ingewikkeld en dus niet uitvoerbaar zijn.

## Verhaal
Final Fantasy vindt plaats in een fantasiewereld, met drie grote continenten. De elementaire machten in deze wereld worden bepaald door de vier lichtbollen, die elk voor een van de vier klassieke elementen staan: aarde, vuur, water en wind. De wereld van Final Fantasy wordt bewoond door vele rassen, met inbegrip van mensen, elfen, dwergen, zeemeerminnen, draken en robots. Elk niet-menselijk ras heeft een "stad" in het spel, maar individuen zijn soms ook terug te vinden in de mensensteden of andere gebieden.
Vierhonderd jaar vóór de aanvang van het spel, zagen de Lefeinish-mensen, die de kracht van de wind gebruikten om ambachtelijke luchtschepen en een gigantische ruimtestation te bouwen, dat hun land in duisternis viel doordat de wind-lichtbol doofde. Tweehonderd jaar later, zorgden stormen ervoor dat een massale schrijn, die diende als het centrum van de oceaan-gebaseerde beschaving, zonk. Hierdoor doofde de water-lichtbol net als de wind-lichtbol. De aarde-lichtbol en de vuur-lichtbol volgden, waardoor de Aarde met verwoestende bosbranden kreeg te kampen en de vruchtbare grond in de agrarische gemeente Melmond onvruchtbaar werd. Enige tijd later, spreekt wijsgeer Lukahn een profetie uit van vier Light Warriors die zullen komen om de wereld te redden in een tijd van duisternis.
Het spel begint met de vier "Light Warriors", de helden van het verhaal. De Light Warriors bezitten elk een van de vier kristallen die gedoofd zijn. Ze komen aan in het land Corneria, een machtig koninkrijk waarvan de prinses is ontvoerd. De prinses, genaamd Sara, werd ontvoerd door een ridder genaamd Garland. De "Light Warriors" gaan naar de ruïnes van de "Temple of Fiends". Ze verslaan Garland en brengen de prinses terug naar huis. De dankbare koning bouwt een brug in het oosten zodat de helden naar het dorp Pravoka kunnen gaan. De "Light Warriors" bevrijden het dorp van een bende piraten en kunnen hun schip bemachtigen. De Warriors beginnen aan een serie van leveringen op de oevers van de Aldi Sea. Eerst halen ze de gestolen kroon van de koning in het verwoeste kasteel op uit de Marsh Cave, maar die kroon blijkt in het bezit te zijn van de kwaadaardige Elf Astos. Door hem te verslaan verdienen de helden een kristal, waarop ze terugkeren naar de heks Matoya. Ze ruilen het kristal voor een kruid dat nodig was om de Elf Prins van zijn slaapvloek (aangebracht door Astos) te verlossen. De Elf Prins schenkt de Licht Warriors een sleutel waarmee ze elke deur kunnen openen. De sleutel geeft de helden toegang tot een bergingsruimte in Coneria Castle waar TNT ligt opgeslagen. Nerrick, een van de dwergen afkomstig uit de Cave of Dwarf/Dwarf Village, vernietigt een kleine landengte met behulp van de TNT, waardoor de Aldi Sea wordt aangesloten op de buitenwereld.
Na het bezoek aan de verwoeste stad Melmond, gaan de Light Warriors naar de Earth Cave om een vampier te verslaan en daarmee de Ruby te verdienen, waardoor ze toegang kregen tot Sage Sarda's grot. Met Sarda's staaf op zak, trokken de Warriors dieper de Earth Cave in en vernietigden de duivel Lich. De Light Warriors trekken daarna per kano naar de Gurgu vulkaan en vernietigen de vuurduivel Kary. De "Floater" van de nabijgelegen Ice Cave stelde de Light Warriors in staat om met een zeppelin de noordelijk gelegen continenten te bereiken. Na het bewijzen van hun moed, door het ophalen van de staart van de Rat uit het kasteel der beproevingen, bevordert de koning van de Dragons (Bahamut) alle Light Warriors. Met behulp van een lucht-producerende fee genaamd Oxyale, verslaan de Warriors in het Sunken Shrine de waterduivel, Kraken. Ze verzamelen ook een Slab, waardoor de linguïst genaamd Dr. Unne hen de Lefeinish taal leert. De Lefeinish geven de Light Warriors toegang tot het Drijvende kasteel dat Tiamat, de windduivel, heeft overgenomen.
Nu de vier duivels waren verslagen en de lichtbollen waren hersteld, opende zich een portaal in de Tempel van Fiends waarmee 2000 jaar in het verleden kon worden gereisd. Eenmaal aangekomen in de tempel ontdekken de Warriors dat de vier duivels Garland (nu de aartsvijand Chaos) terug in de tijd hebben gestuurd, zodat hij de duivels weer naar de toekomst kon sturen. Hiermee zou Chaos een tijdlus creëren waardoor hij onsterfelijk zou worden. The Light Warriors verslaan Chaos, waardoor de paradox stopt en keren terug naar huis. Door de beëindiging van de paradox, hebben de Light Warriors de toekomst echter verandert waardoor hun heldhaftige daden van hun eigen tijd onbekend blijven.

## Ontwikkeling

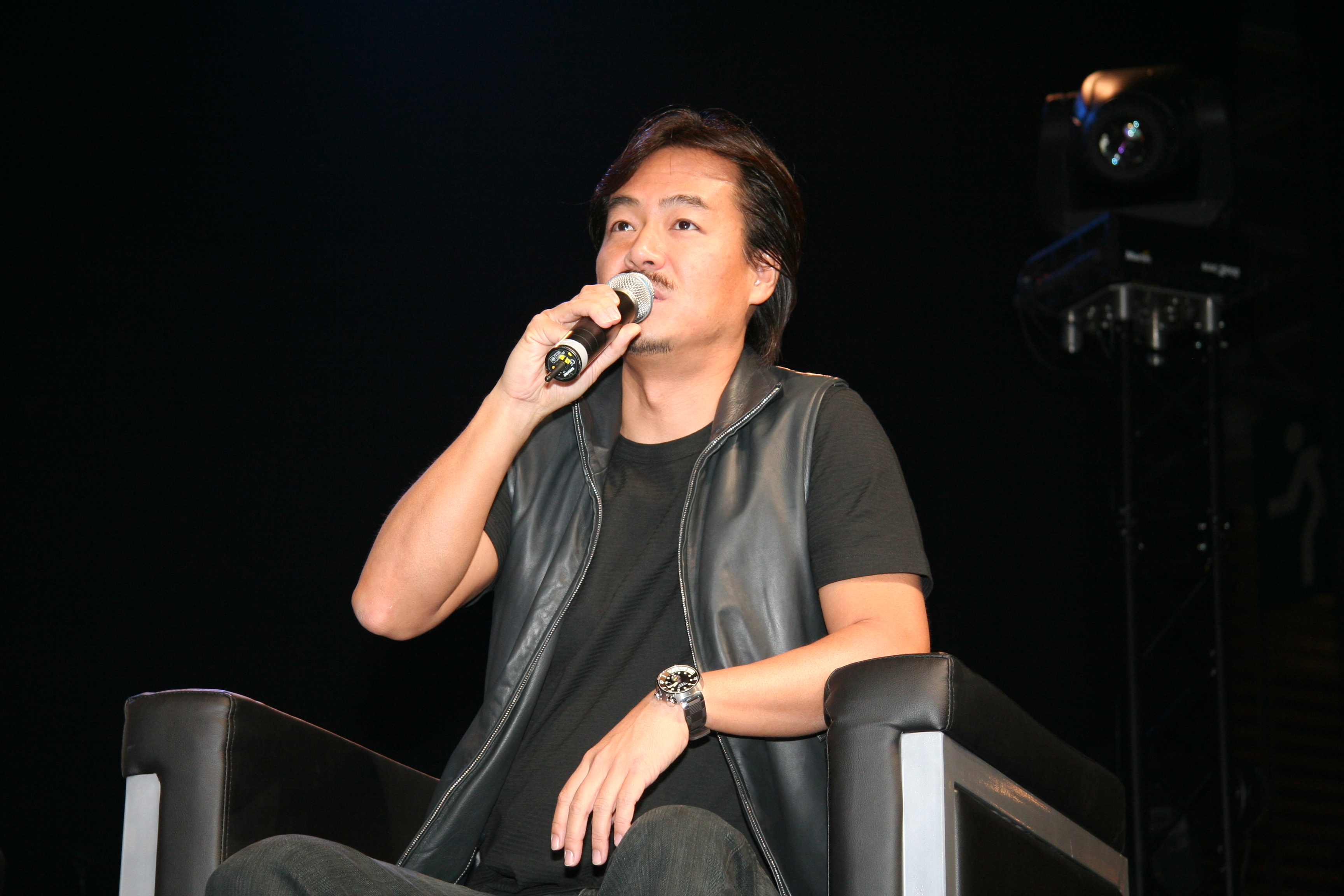
Hironobu Sakaguchi dacht dat Final Fantasy zijn laatste spel zou worden

Final Fantasy werd in 1987 ontwikkeld tijdens het bijna bankroet gaan van Square. Als een vorm van galgenhumor, besloot directeur Hironobu Sakaguchi dat zijn "final" (laatste) spel een "fantasy" role-playing-game zou worden en dus noemde hij het spel Final Fantasy.
Toen aan Sakaguchi werd gevraagd wat voor soort spel hij wilde maken antwoordde hij: "Ik denk niet dat ik in staat ben een goed actiespel te maken. Ik denk dat ik beter ben in het vertellen van een verhaal." Sakaguchi's concept was een spel met een grote wereldkaart om te verkennen en een interessante verhaallijn. Sakaguchi nam een ROM van het spel (dat nog in ontwikkeling was) mee naar Family Computer Magazine, maar die weigerden het te beoordelen. Het Japanse videospel tijdschrift Famitsu besloot wel aandacht te schenken aan het spel Het ontwikkelingsteam bestond uit zeven mensen, terwijl een team van Square er ongeveer 20 had. Sakaguchi besloot dat als het spel geen succes zou worden, hij zou stoppen met het maken van videospellen en terug zou gaan naar de universiteit waar hij dan een jaar zou moeten inhalen. Er zouden eigenlijk maar 200.000 exemplaren worden geproduceerd, maar Sakaguchi pleitte dat het bedrijf er 400.000 zou produceren zodat hij eventueel een vervolg kon maken. Het bedrijf ging hiermee akkoord.
De personages en het logo werden vormgegeven door Yoshitaka Amano. Het script werd geschreven door freelance schrijver Kenji Terada en Akitoshi Kawazu. De Iraans-Amerikaanse freelance spel programmeur Nasir Gebelli, sloot zich aan bij het team en werd de programmeur van het spel. Andere leden van het ontwikkelaars team waren Hiromichi Tanaka, Akitoshi Kawazu, Koichi Ishii, en Kazuko Shibuya. Het spel werd ontwikkeld door Square's A-Team. In navolging van de succesvolle Noord-Amerikaanse versie van Dragon Quest vertaalde Nintendo of Amerika Final Fantasy in het Engels en bracht het daar in 1990 uit. De Amerikaanse versie van Final Fantasy was maar een klein succes door onder andere Nintendo's agressieve marketing tactieken. Er werden geen versies van het spel uitgebracht in de PAL-regio tot Final Fantasy Origins uitkwam in 2003.
De muziek in Final Fantasy werd gecomponeerd door Nobuo Uematsu; het was het zestiende videospel waarvoor hij de muziek verzorgde. De muziek werd uitgegeven op cd samen met de muziek van Final Fantasy II. Aan aantal melodieën zouden 'blijvertjes' worden in de Final Fantasy serie: de "Prelude", het arpeggio dat is te horen bij het titelscherm; het "Opening Theme", dat is te horen als de groep vroeg in het spel de brug oversteekt en dat later zou uitgroeien tot de hoofd Final Fantasy melodie; en de "Victory Fanfare", dat is te horen na het winnen van elk gevecht. Het openingsdeuntje van de muziek tijdens een gevecht is nog vaak te horen in latere delen van spelreeks.

## Versies en heruitgaven
Final Fantasy is verschillende keren opnieuw uitgebracht op verschillende consoles. Hoewel alle versies hetzelfde verhaal en vechtmechanisme hebben, zit er toch een verschil in de te verkennen gebieden, maar ook in beeldkwaliteit, geluid en sommige spelelementen. Het spel werd voor het eerst opnieuw uitgebracht voor de MSX2 en werd gepubliceerd door Microcabin in Japan in december 1989. De MSX 2 had bijna 3 keer zoveel opslag ruimte als de Famicom (720kb en 256kb). Er waren echter een aantal problemen bij deze versie van het spel die de NES versie niet had, zoals langere laadtijden. Er werden in de MSX 2 versie een aantal graphische verbeteringen gedaan, zoals verbeterde muziek en geluidseffecten. In 1994, werd Final Fantasy I • II, een compilatie van Final Fantasy en Final Fantasy II, uitgebracht voor de Famicom. Deze versie werd alleen uitgebracht in Japan en er waren maar weinig grafische updates. De WonderSwan Color heruitgave van het spel werd uitgebracht op 9 december 2000 en bevatte veel grafische aanpassingen. De 8-bit graphics van de oorspronkelijke Famicom versie waren bijgewerkt, gevecht scènes waren opgenomen op een volledige achtergrond, en de personage sprites werden opnieuw getekend om ze meer te laten lijken op personages uit de Super Famicom Final Fantasy spellen.
In Japan zijn Final Fantasy en Final Fantasy II zowel afzonderlijk als gebundeld heruitgebracht als spellen voor de PlayStation. De collectie werd in 2002 als Final Fantasy I & II Premium pakket uitgebracht in Japan, en in de PAL-regio en Noord-Amerika in 2003 als Final Fantasy Origins. Deze versie is vergelijkbaar met de WonderSwan Color heruitgave en bevatte verschillende aanpassingen, zoals gedetailleerdere graphics, een geremixde soundtrack, bewegende video-beelden en Yoshitaka Amano's illustraties waren in de kunstgalerijen te bewonderen. Final Fantasy I & II: Dawn of Souls voor de Game Boy Advance is zoals Final Fantasy Origins een compilatie van de eerste twee games in de serie. Deze Final Fantasy versie bevatte diverse nieuwe elementen, waaronder vier extra kerkers, een bijgewerkt bestiarium en een aantal gameplay aanpassingen.
Square Enix heeft in 2004 een versie van Final Fantasy voor twee Japanse gsm-netwerken vrijgegeven; een versie voor de NTT DoCoMo FOMA 900i serie werd uitgebracht in maart onder de naam Final Fantasy i. Een latere uitgave was voor CDMA 1X WIN-compatibele telefoons en werd uitgebracht in augustus. Een andere titulaire versie werd vrijgegeven voor SoftBank Yahoo! Keitai telefoons op 3 juli, 2006. Grafisch zijn deze spellen superieur aan het originele 8-bits-spel, maar zijn ze niet zo geavanceerd als de meer recente console en handheld versies. Voor het 20-jarige jubileum van Final Fantasy, bracht Square Enix Final Fantasy en Final Fantasy II uit op de PlayStation Portable. De spellen werden in Japan en Noord-Amerika uitgebracht in 2007 en in de PAL-regio in 2008. De PSP-versie biedt een hogere resolutie 2D-graphics, video-opnamen, een geremixde soundtrack en een nieuwe kerker evenals de bonus kerkers van Dawn of Souls. Het script is hetzelfde als dat van Dawn of Souls, afgezien van de nieuwe kerker. Sinds 2010 is het spel samen met deel II ook verkrijgbaar als iPhone-applicatie, waarbij de grafische engine is verbeterd.

## Ontvangst
Het spel is in totaal meer dan 400.000 keer verkocht.
Final Fantasy is een van de meest invloedrijke role-playing-games, en speelde een belangrijke rol bij het populair worden van het genre. Volgens een beoordelaar was Final Fantasy's verhaallijn, veel diepgaander en toereikender dan die van Dragon Quest. Vele critici vinden dat in het spel te veel moet worden gevochten om het ervaring-level te laten stijgen dan dat er wordt onderzocht of dat er puzzels worden opgelost, terwijl anderen de moeilijkheidsgraad, opbouw en onderzoek aspecten van het spel juist het leukst vonden. In maart 2006 verscheen Final Fantasy in het Japanse tijdschrift Famitsu in de top 100 videospellenlijst, waarin het spel op de 63e plaats eindigde. In 2005 maakten gebruikers van de website GameFAQs een soortgelijke lijst, waarin Final Fantasy op de 76e plaats eindigde. Het spel eindigde op de 49e plaats in de top 200 spellen op een Nintendo-systeem van het tijdschrift Nintendo Power. IGN prees de Wonderswan Color uitgave van Final Fantasy met een score van 8.6 en complimenten voor de verbeterde beeldkwaliteit die voornamelijk tijdens de gevechten duidelijk zichtbaar was. De Final Fantasy-versie in de Final Fantasy Origins-compilatie werd ook redelijk goed geaccepteerd, hoewel er veel innovaties uit de latere Final Fantasy-spellen zoals Final Fantasy IV miste, en sommige beoordelaars vonden dat de grafische verbeteringen niets toevoegden aan de algehele spelervaring. De PlayStation Portable-versie kreeg een 6,9 (redelijk), doordat men vond dat er betere en goedkopere versies van het spel waren geweest, maar de grafische aanpassingen waren "zeer aangenaam". Het spel was legendarisch voor zijn tijd, maar lang niet zo toereikend als de latere delen van Final Fantasy.
Het liedje dat speelt wanneer de speler de eerste brug van Coneria passeert, is tot een terugkerend deuntje uitgegroeid in de serie en was te horen in alle Final Fantasy-delen behalve Final Fantasy II, Final Fantasy X, en Final Fantasy XI. Final Fantasy vormde ook de basis voor een aflevering van de op videospellen gebaseerde tekenfilmserie Captain N: The Game Master, genaamd The Fractured Fantasy of Captain N.